# Seseli rhodopeum
Seseli rhodopeum är en flockblommig växtart som beskrevs av Josef Velenovský. Seseli rhodopeum ingår i släktet säfferötter, och familjen flockblommiga växter. Inga underarter finns listade i Catalogue of Life.